# 1126 Otero
1126 Otero је астероид главног астероидног појаса. Приближан пречник астероида је 11,96 ,
а средња удаљеност астероида од Сунца износи 2,273 астрономских јединица (АЈ).
Инклинација (нагиб) орбите у односу на раван еклиптике је 6,503 степени, а орбитални период износи 1252,326 дана (3,428 године). Ексцентрицитет орбите астероида износи 0,146.
Апсолутна магнитуда астероида износи 12,10 а геометријски албедо 0,178.
Астероид је откривен 11. јануара 1929. године.